# Hungermarchen
Hungermarchen er navnet på en happening og en række skulpturer af den danske kunstner Jens Galschiøt i 2001.

## Koncept
Hungermarchen er en påmindelse om, at hvis verdens ubalance ikke bliver ændret, vil de desperate ofre en dag banke på vores dør. 
For at minde om de spørgsmål, som verden står over for, skabte Jens Galschiøt 27 skulpturer af sultende afrikanske børn ud af bronze. "Børnene" står passive og ser tomt frem for sig.
Skulpturinstallationen og navnet var inspireret af filmen "The March" fra 1990, hvor en horde sultende mennesker marcherer mod Europa. De viste de skulle dø, men de ville have de privilegerede til at til at se dem dø.

## Hungermarchen marcherer overalt i verden.
I sommeren 2002 var 27 sultende afrikanske drenge færdigstøbt i kobber. De startede en rundtur i hele Danmark for at protestere mod regeringens nedskæring af udviklingsbistanden.
Jens Galschiøt lancerede initiativet i samarbejde med NGO-Forum i Århus. Hundredvis af frivillige deltog i skabelsen af skulpturer i kunstnerens værksted og i at opstille hunger hæren i kirker, butikscentre og på gader og stræder i Danmark. Hunger marchen var i mange byer.
I marts 2003 brugte Folkekirkens Nødhjælp skulpturerne i deres indsamling til støtte for børn, der er blevet forældreløse på grund af aids.

## Hunger marchen i dag
Hunger marchen har ofte været med i forskellige demonstration i hele verden – fra Hongkong, Paris, London, Athen til Sverige og Tyskland og de er stadig aktive fx i klima-demonstrationer ved cop 15 og 16. 
Skulpturerne sættes på trækvogne der kobles sammen som en togvogn og trækkes igennem demonstrationerne.

## 2001 den første hungerdreng var en Nike-dreng
- "just do it" Nike-drengen i bronze af Jens Galschiøt

I maj 2001. Midt i på gågaden i Odense står en bronzeskulptur af en 12 år gammel, udsultet sort dreng med et par skinnende nye Nike sko.
Skulpturen, står på en poleret sort piedestal, med sloganet ”Just Do It” skrevet i granitten.
Jens Galschiøt fortæller "Med denne skulptur vil jeg pege på det hykleri der udøves af visse virksomheder, der i deres livsstil reklamer linker deres mærker med begreber som frihed og lighed, mens de på samme tid kynisk udnytter og undertrykker de arbejdere, som laver deres produkter"
Det var denne skulptur der udgjorde grundmodellen for hele hungermarchen.

## Hungermarchen på ASEM 4
I løbet af ASEM 4-topmødet i København i september 2002 blev vejen ud til konferencen, blokeret af de 27 "hunger drenge", for at sætte fokus på manglende social retfærdighed. De 27 skulpturer repræsenterede de forarmede mennesker i den tredje verdens lande, der lider under at (mærkevare) virksomhederne kun har fokus på overskud, i stedet for at udvikle de lande, som deres fabrikker ligger i. Begivenheden var arrangeret i samarbejde med Care-Danmark og frelsens hær. Sidstnævnte organisation leverede de brugte Adidas, Nike og Reebok sko som skulpturerne havde på. 